# Happy Day (SRF)
Happy Day ist eine Unterhaltungssendung des SRF. Sie wird an fünf Samstagen im Jahr live aus dem Studio 1 in Zürich ausgestrahlt.

## Die Sendung
Happy Day ist eine Überraschungsshow, ähnlich wie Laß Dich überraschen. Moderator Röbi Koller (von 2007 bis 2025) folgt Wünschen von Angehörigen, die ihren Liebsten eine Freude machen wollen. Diese melden sich bei Happy Day und erklären, warum dieser Mensch die Überraschung verdient habe.
Unangekündigt besucht Koller im Vorfeld der Sendung mit einem Kamerateam die Protagonisten bei sich zuhause oder am Arbeitsplatz. Dabei fungieren die Angehörigen, die sich gemeldet haben, als Lockvogel. Koller schenkt dann der überraschten Personen einen "Happy Day", an dem ein lange ersehnter Wunsch oder ein Wiedersehen in Erfüllung geht oder im grossen Rahmen Danke gesagt wird. Diese Überraschungen werden als Einspielfilm während der Sendung gezeigt.
Häufig werden Geschichten erzählt, in denen Adoptivkinder ihre leiblichen Eltern kennenlernen. Auch Träume von entfernten Flecken der Welt sind regelmässig Thema, etwa scheinbar unmögliche Wiedersehen mit Freunden oder Reisewünsche. So reiste Röbi Koller im Laufe der Jahre etwa auf die Seychellen, nach Tuktoyaktuk, Miami Beach, Rio de Janeiro, Urubamba, Swakopmund, Amman, İzmit, Luleå, Bukarest oder Korinth.
Röbi Koller überrascht Menschen aber ebenso live im Publikum: Während der Sendung geht er auf die ahnungslosen Gäste zu und holt sie zu sich auf das Sofa, wo er mit ihnen ins Gespräch kommt. Auch diese Überraschungen wurden von ihren Angehörigen eingefädelt.
Koller moderierte seine letzte Sendung von Happy Day im April 2025. Seine Nachfolge tritt nach der Sommerpause Nik Hartmann an.

### Starduett
In jeder Sendung bekommt ein Zuschauer die Möglichkeit, mit einem Musiker, einer Sängerin oder einer Band live auf der Showbühne zu singen. Darunter sind oftmals Schweizer Musikschaffende, aber auch internationale Stars wie Anastacia, Amy Macdonald, Samu Haber, Andreas Gabalier, Chris de Burgh, Johnny Logan, Helene Fischer oder Peter Maffay.

### Umbau
Ständige Rubrik von Happy Day ist auch der Umbau. Hierbei kommen Menschen in den Genuss dieser Überraschung, die in alten Häusern oder auf unvollendeten Umbauprojekten leben. Oftmals spielen gesundheitliche und finanzielle Gründe mit, warum bisherige Versuche der Bewohner scheiterten. In diesen Objekten werden oftmals die Küche, das Wohnzimmer, das Bad und das Schlafzimmer renoviert.
Der Umbau wird jeweils von der Aussenmoderatorin Kiki Maeder begleitet. In der Vergangenheit war dieser Posten von Susanne Kunz und Tanja Gutmann besetzt. Sie überbringen die Überraschung, betreuen die Familien während den Umbauarbeiten in ihrem auswärtigen Schlafquartier und präsentieren auch die fertig renovierten Räumlichkeiten.
Die Gesamtleitung des Projektes liegt beim Innenarchitekten Andrin Schweizer. Das zur Verfügung stehende Zeitfenster beträgt in der Regel zwei Wochen, worin auch die Vermessungs- und Planungsarbeiten enthalten sind. Der Umbau wird mittels Produktplatzierung von Schreinereien, Geräteherstellern und weiteren Fachhändlern finanziert.
In der Anfangszeit von Happy Day trug die Rubrik noch den Namen "Ein Dorf hilft". Private aus der Umgebung wie Freunde, Nachbarn und Verwandte haben damals den Umbau unterstützt. Darüber hinaus wurde die Enthüllung der vollendeten Renovierungsarbeiten live in der Sendung aus dem umgebauten Haus übertragen.

### Ferienflieger
2016, 2018 und 2022 charterte Happy Day jeweils ein Linienflugzeug, den sogenannten Ferienflieger. Die Flugtickets wurden Menschen geschenkt, die lange nicht mehr oder noch gar nie im Urlaub waren. Daraus entstanden wieder Untergeschichten, die allesamt als Einspieler in der Sendung gezeigt wurden. Reiseziele waren Kreta, Mallorca und Sardinien. 

### Das Millionenspiel
Die Schweizer Samstagabend-Lotterieshow Benissimo, bei der man eine Million Schweizer Franken gewinnen konnte, wurde Ende 2012 abgesetzt. Die Lose wurden ab 2013 für Happy Day verkauft, wo ebenfalls die Chance auf eine Million bestand. Hierzu wurden während der Sendung zehn Lose gezogen, aus denen ein Gewinner nach dem Zufallsprinzip gewählt wurde. 2022 wurde das Millionenspiel eingestellt, da sich die zuständige Lotteriegesellschaft Swisslos neu ausrichtete.

#### Die zweite Chance
Die neun Finalisten, die leer ausgingen, durften in der nachfolgenden Sendung live im Studio am Spiel um die "Zweite Chance" teilnehmen. Dabei hatten die Kandidaten die Wahl zwischen einem Sachpreis und dem Happymaten. Die Sachpreise waren in der Regel Reisen oder Autos.

#### Happymat
Jene Kandidaten, die sich gegen den Sachpreis entschieden haben, spielten um den Happymaten. 
Beim Happymaten handelt es sich um eine Glaskabine mit Ventilatoren, der sich insgesamt 500 Banknoten vom CHF 1000.- befanden. Der Kandidat bekam eine Box umgehängt und betrat damit die Kabine. Die Geldnoten flogen während 20 Sekunden wild umher, wobei es galt, so viele wie möglich zu sammeln. Das Geld durfte danach behalten werden, theoretisch war ein Maximalgewinn von CHF 500'000.- möglich. Da nur eine Person pro Sendung die Kabine betreten durfte, wurde der Kandidat bzw. die Kandidatin von einem Zufallsgenerator aus denjenigen ausgesucht, die den Sachpreis ablehnten. Die dann noch verbliebenen Spieler gingen gänzlich leer aus.

## Danke Happy Day
Seit 2012 gibt es den Spin-off Danke Happy Day. In dieser Sendung werden ehemalige Überraschte und weitere Protagonisten früherer Happy Day-Shows besucht. Danke Happy Day wird in unregelmässigen Abständen in der Regel im Sommerprogramm von SRF ausgestrahlt. 

## Auszeichnungen
2011 wurde die Sendung mit dem Prix Walo ausgezeichnet.